# Diclybothrium hamulatum
Diclybothrium hamulatum är en plattmaskart. Diclybothrium hamulatum ingår i släktet Diclybothrium och familjen Diclybothriidae. Inga underarter finns listade i Catalogue of Life.